# Drömlingsinformationszentrum Kämkerhorst

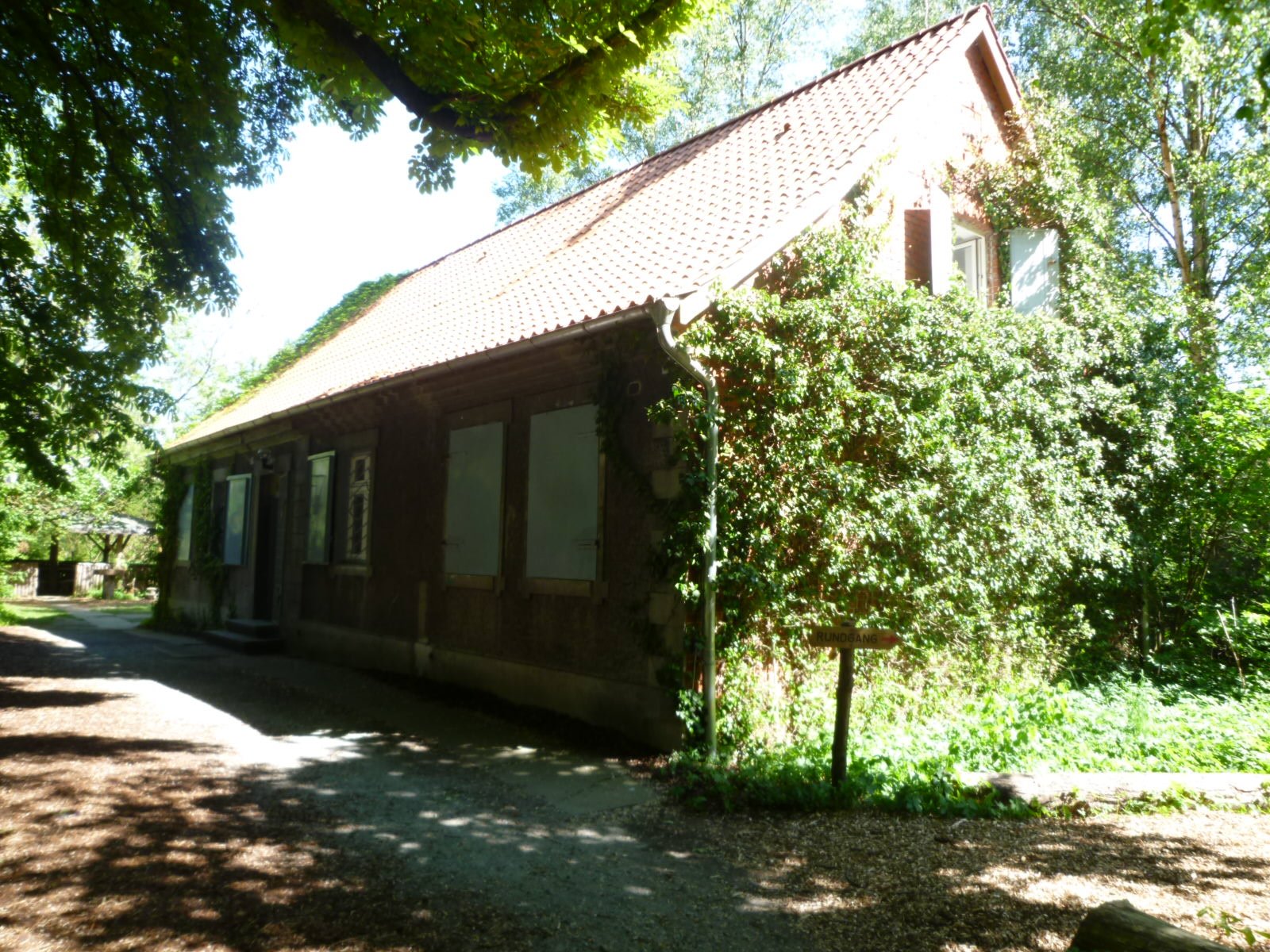
Informationshaus

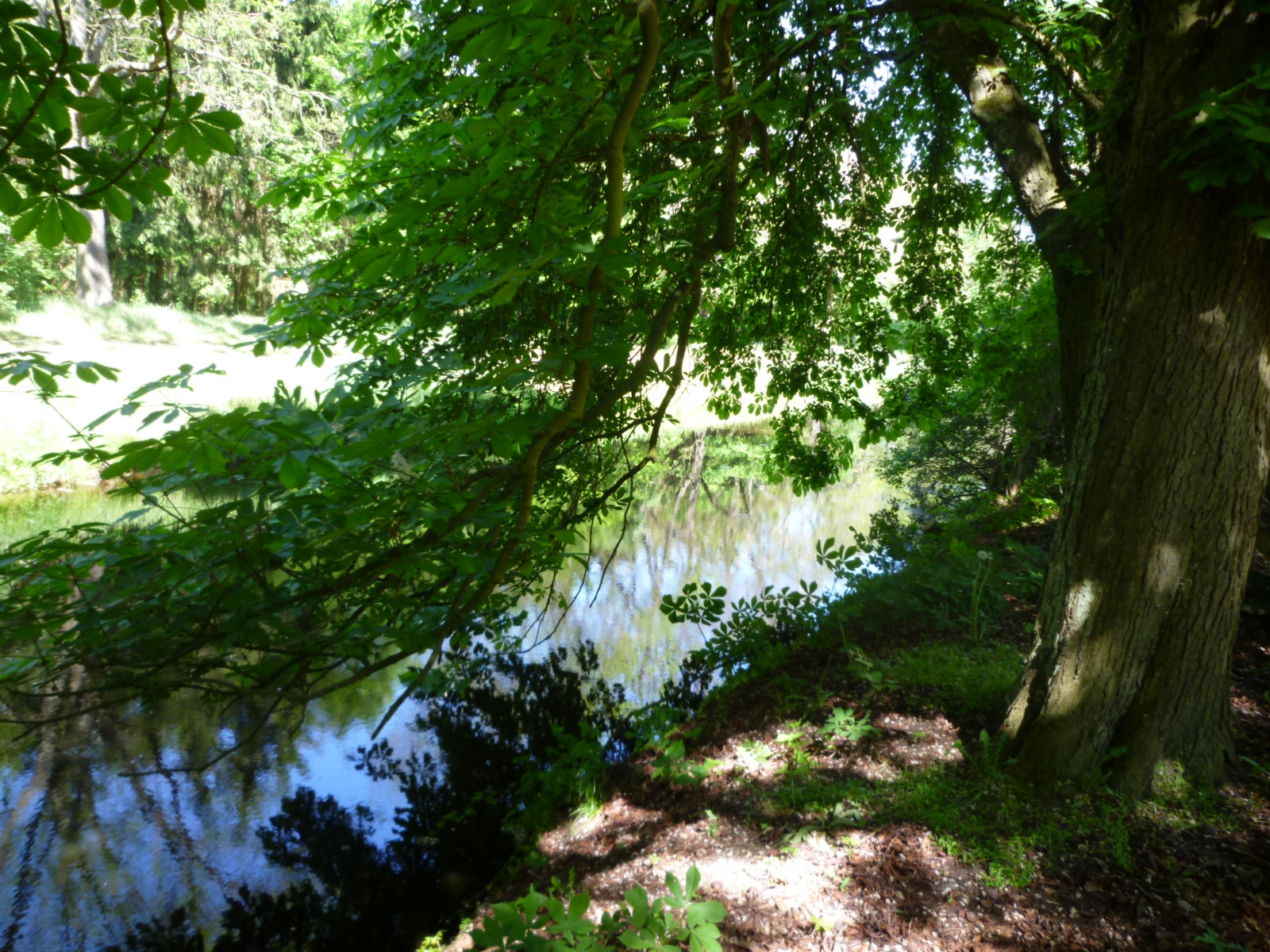
Die Ohre im Kämkerhorst

Das Drömlingsinformationszentrum Kämkerhorst ist mit einer Fläche von 15.500 m² eine Infozentrale und ein Freizeitpark in Calvörde im Landkreis Börde, Sachsen-Anhalt, Deutschland.

## Lage
Das Drömlingsinformationszentrum befindet sich im Calvörder Wohnplatz Kämkerhorst an der Ohre und liegt 8,6 Kilometer Luftlinie vom Calvörder Ortskern entfernt. Außerdem befindet sich das Informationszentrum im südlichen Teil des Naturparks Drömling und des Naturschutzgebietes Ohre-Drömling. Der Ort Mieste liegt etwa sechs Kilometer nordöstlich.

## Geschichte und Funktionen
Das Informationshaus im Kämkerhorst wurde 1791 als Grabenmeisterei erbaut. Die Funktion als Grabenmeisterei ging bis in die 1950er Jahre. Mit der politischen Wende 1990 wurde die Grabenmeisterei als Naturschutzstation umgebaut und beherbergte bis 1998 den Verwaltungssitz der Naturparkverwaltung des Drömlings.
Ab 1998 wurde das Gebäude der Grabenmeisterei in ein Drömlingsinformationshaus umgestaltet. Danach erfolgte eine Erschließung für die große Außenanlage, die den Drömling darstellen und den Menschen zur Naherholung dienen soll.
Das Drömlingsinformationszentrum Kämkerhorst besteht aus dem Drömlingsinformationshaus und der drömlingstypischen Außenanlage. 2012 hatte es rund 10.000 Gäste. Das Drömlingsinformationszentrum bietet zahlreiche Aktivitäten, auch für Kinder.

## Drömlingsinformationshaus
Das Drömlingsinformationshaus beherbergt heute zahlreiche Tierpräparate wie Biber, Fischotter, Kranich, Steinmarder und Großer Brachvogel. Außerdem befinden sich dort zahlreiche Informationstafeln zum Naturpark Drömling und der Tier- und Pflanzenwelt sowie eine Ausstellung zu den Lebensräumen des Drömlings. Im April 2011 wurde im Informationshaus eine begehbare Biberburg errichtet.

## Drömlingstypische Außenanlage
Das Areal besteht aus mehreren drömlingstypischen Landschaftsbestandteilen und bietet Raum zur Naherholung und zum Lernen. Bestandteile des Areals sind im Einzelnen:
- ein Radweg mit zahlreichen Informationspunkten,
- ein Kräutergarten (2011 weitgehend erneuert),
- eine Teichlandschaft,
- ein Tastpfad,
- ein Weißstorchnest,
- ein Weidetunnel,
- eine Feuchtwiese und
- eine Flachwasserzone.[1]

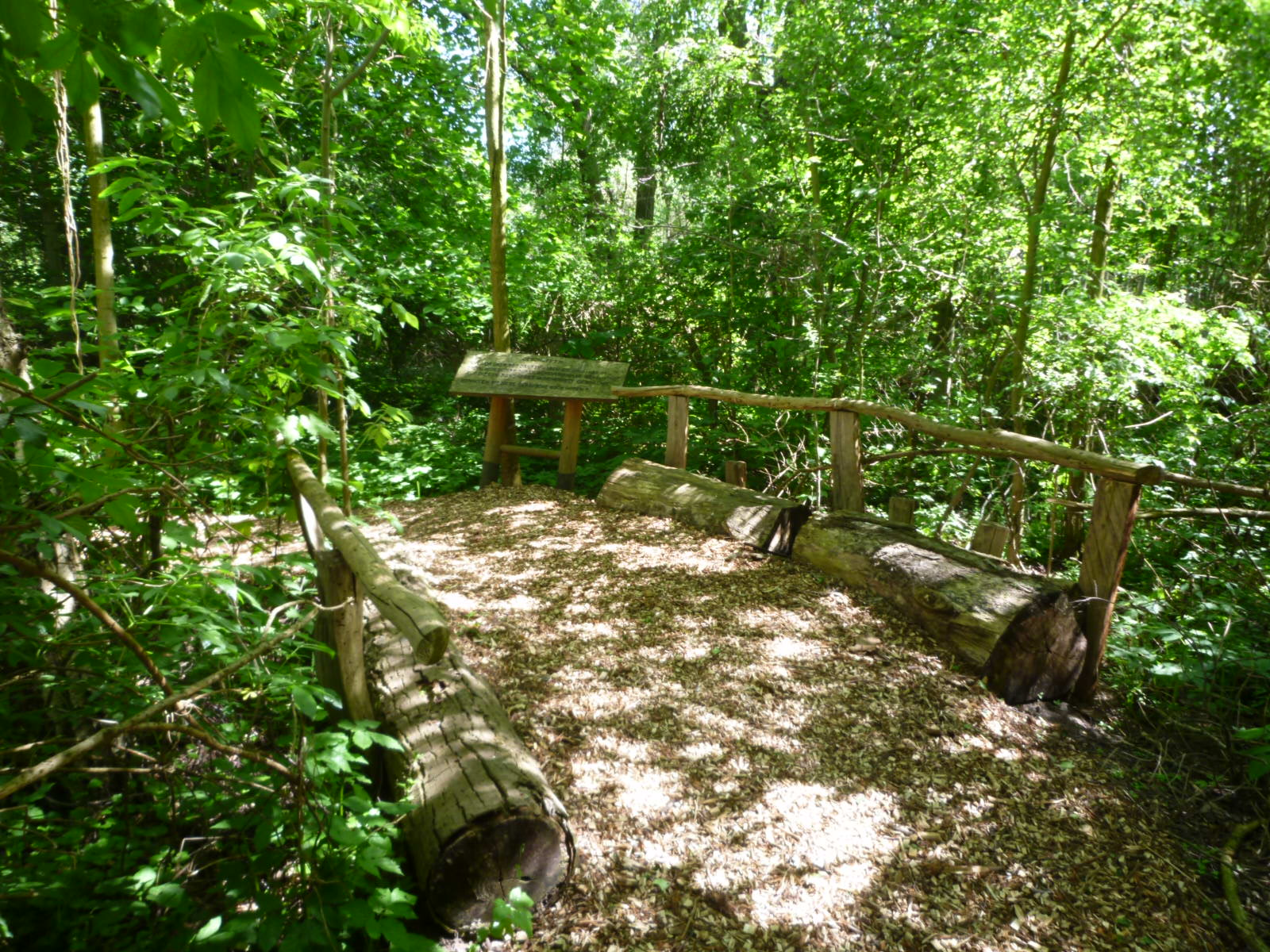
Rundgang
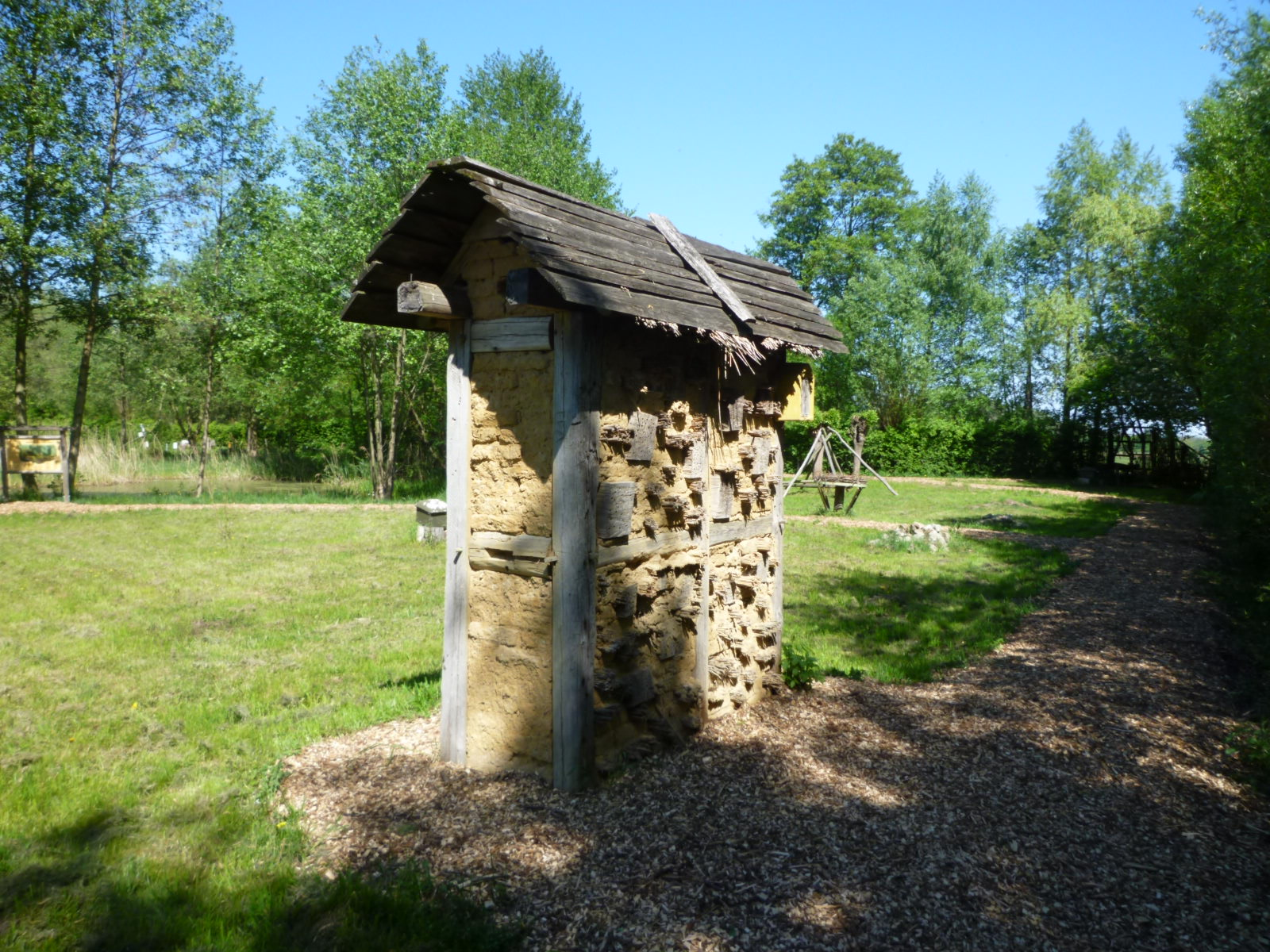
Entwicklungsstation
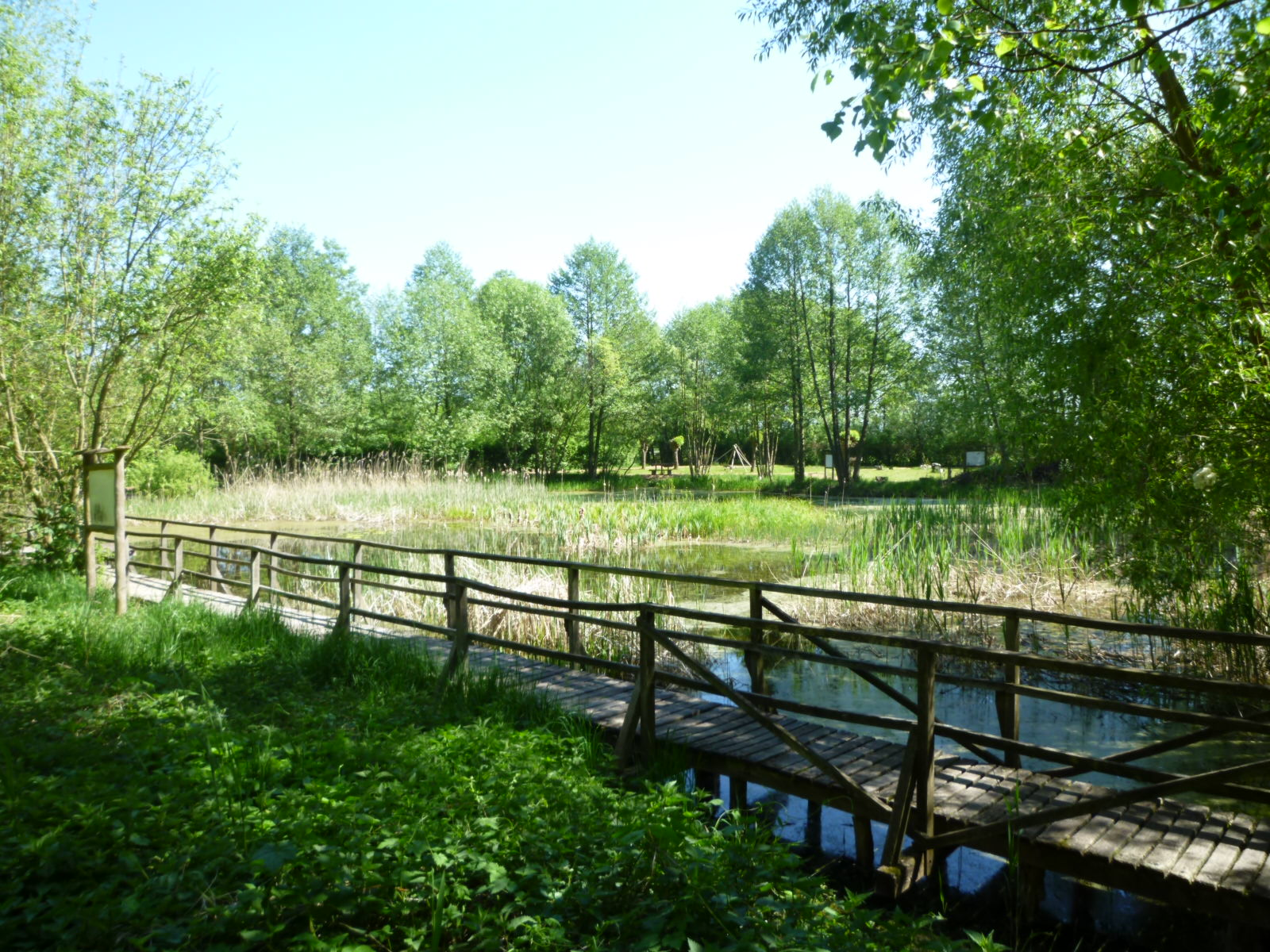
Die Seenlandschaft
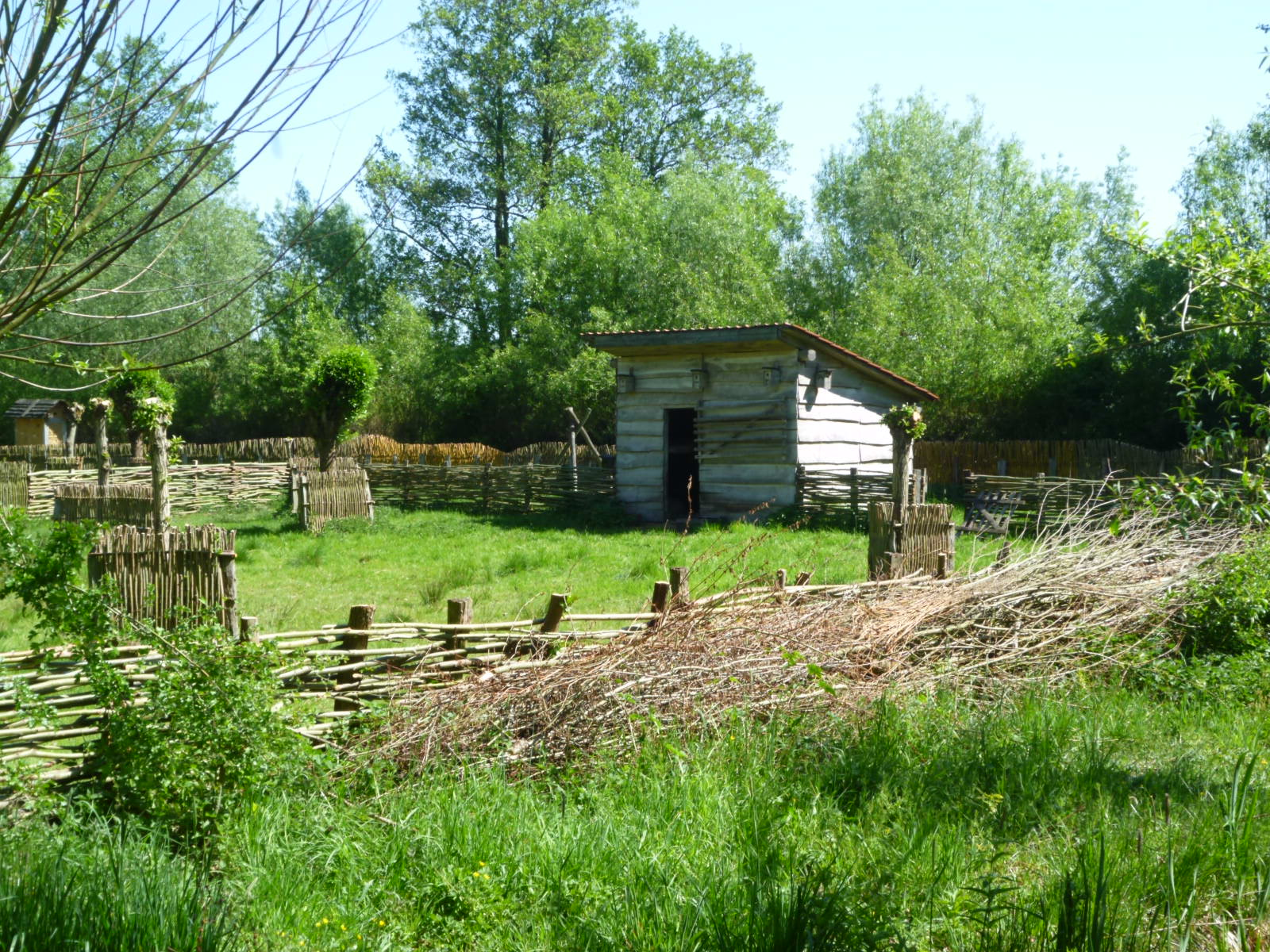
Der Weidestand I
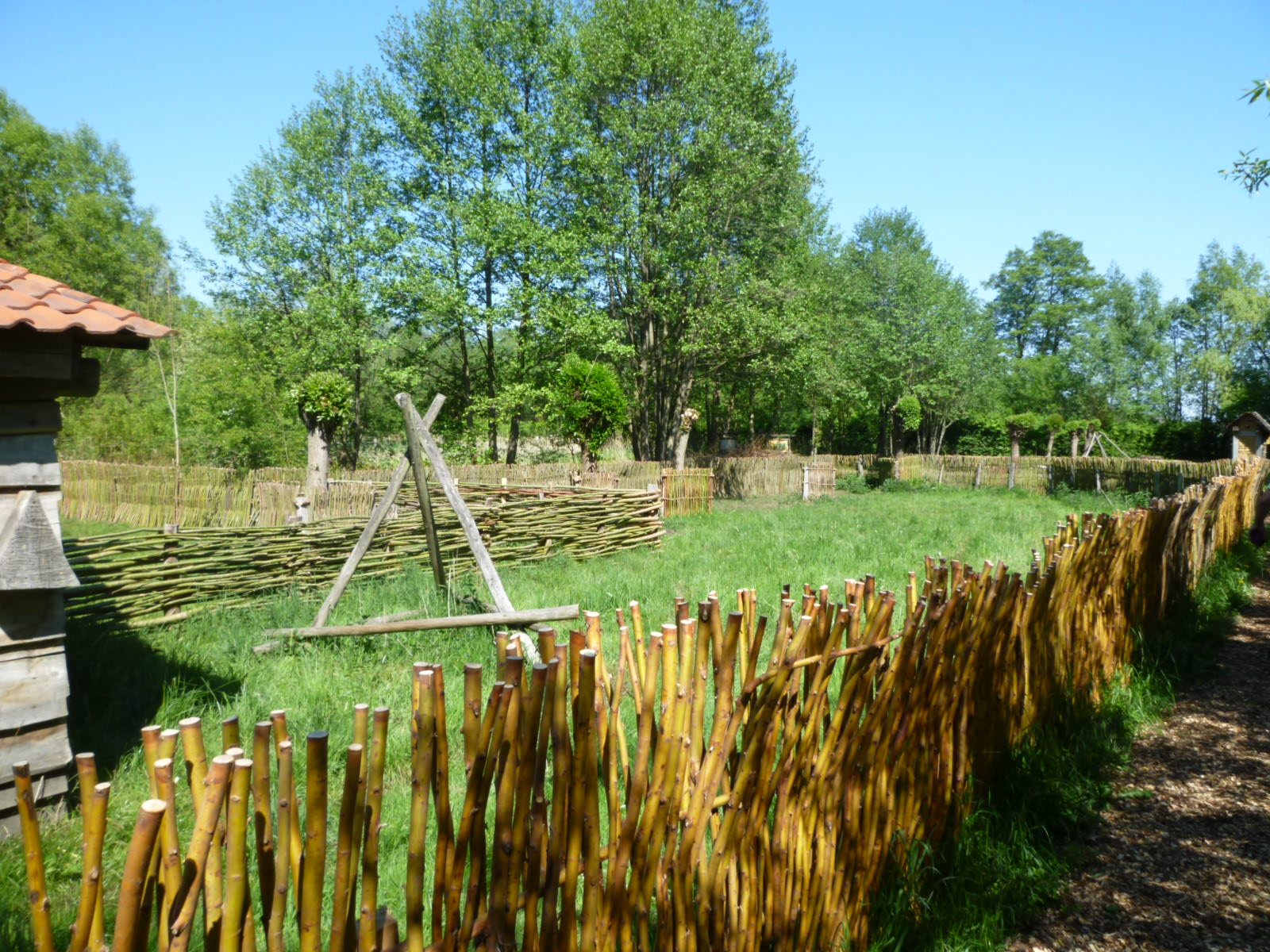
Der Weidestand II
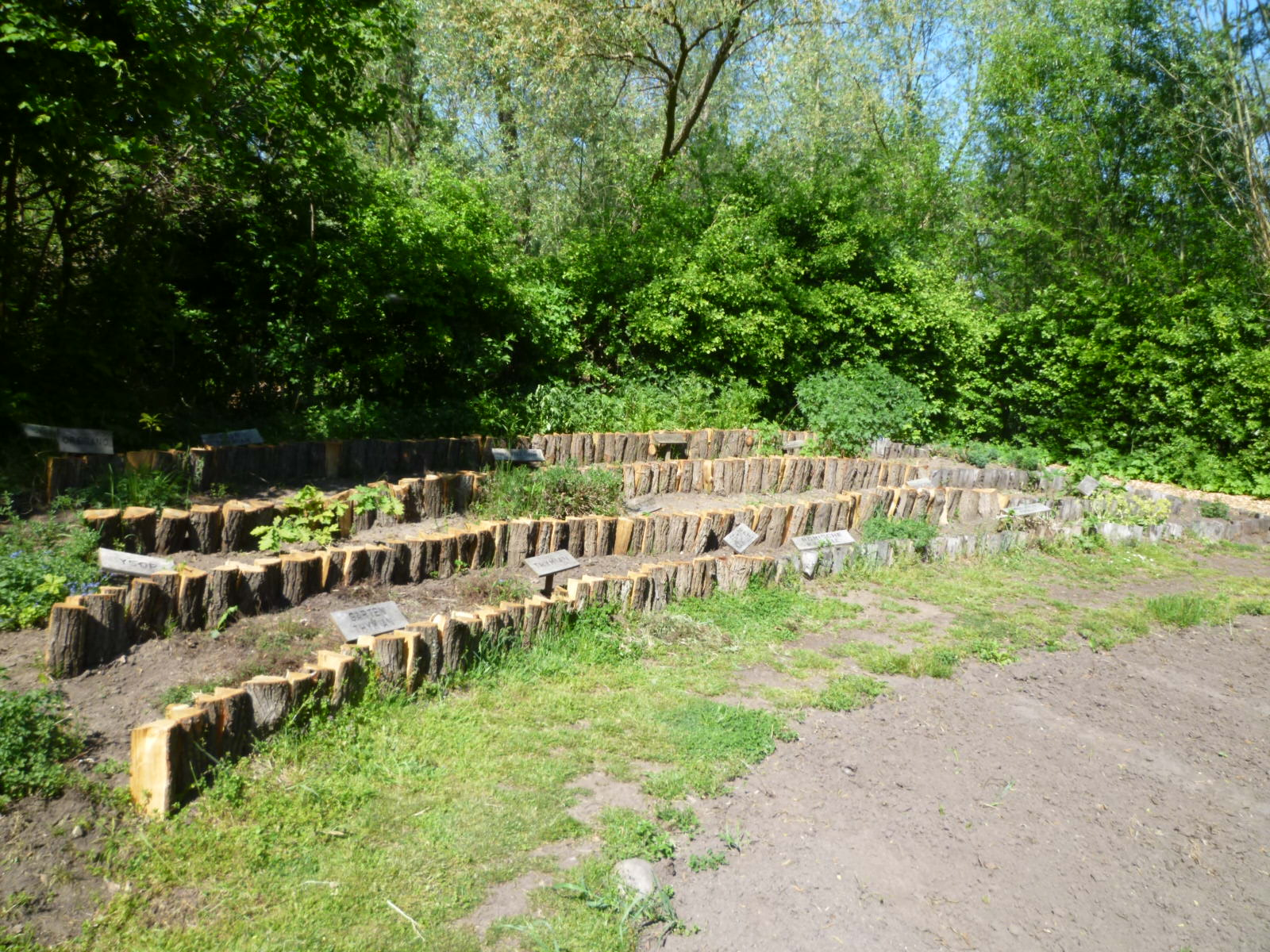
Kräutergarten